# Diócesis de Auckland
La diócesis de Auckland (en latín: Dioecesis Aucopolitana y en inglés: Roman Catholic Diocese of Auckland) es una circunscripción eclesiástica de la Iglesia católica en Nueva Zelanda. Se trata de una diócesis latina, sufragánea de la arquidiócesis de Wellington. Desde el 17 de diciembre de 2021 su obispo es Stephen Marmion Lowe.

## Territorio y organización
La diócesis tiene 24 500 km² y extiende su jurisdicción sobre los fieles católicos de rito latino residentes en las regiones de Auckland y Northland y en porciones menores de la región de Waikato, pertenecientes a la isla Norte. Comprende también las islas Kermadec y Three Kings.
La sede de la diócesis se encuentra en la ciudad de Auckland, en donde se halla la Catedral de San Patricio y San José.
En 2022 en la diócesis existían 68 parroquias agrupadas en 7 decanatos.

## Historia
El vicariato apostólico de Oceanía Occidental fue erigido el 13 de mayo de 1836 mediante el breve Pastorale officium del papa Gregorio XVI separando territorio de la prefectura apostólica de las Islas del Mar del Sur, que fue simultáneamente suprimida.
En 1841 se declaró un serio conflicto entre Jean-Baptiste François Pompallier y su superior marista Jean-Claude Colin, por la gestión de los misioneros. El 23 de agosto de 1842 el vicariato apostólico cedió las islas al norte del Trópico de Capricornio para la erección del vicariato apostólico de Oceanía Central (hoy diócesis de Tonga) mediante el breve Pastoris aeterni del papa Gregorio XVI. Para resolver parcialmente el conflicto, la Congregación de Propaganda Fide en 1843 nombró a Pierre Bataillon, también vicario apostólico para Oceanía Central. 
El 19 de julio de 1844 se separaron otros dos vicariatos apostólicos: el de Melanesia y el de Micronesia (hoy ambos suprimidos), mediante el breve Ex debito del papa Gregorio XVI. Después de estas transferencias, el vicariato apostólico de Oceanía Occidental no cambió oficialmente su nombre, aunque pasó a ser conocido como vicariato apostólico de Nueva Zelanda, ya que era el único territorio que quedaba bajo la jurisdicción del vicario apostólico.
Para responder a las graves acusaciones contra Pompallier, el vicariato apostólico se dividió nuevamente el 20 de junio de 1848 cediendo los territorios neozelandeses al sur del paralelo 41º y sus dependencias hasta el paralelo 51º sur para la erección de la diócesis de Port Nicholson (hoy arquidiócesis de Wellington) y al mismo tiempo fue elevado a diócesis con su nombre actual. Originalmente estaba inmediatamente sujeto a la Santa Sede. En las dos diócesis fueron nombrados administradores apostólicos: en la de Auckland permaneció Pompallier y Port Nicholson fue atribuida al marista Philippe Joseph Viard que recuperó a todos los misioneros de Pompallier. Sin embargo, las acusaciones presentadas por Viard no fueron validadas por la Santa Sede. Las sucesivas transferencias de territorios entre 1842 y hasta 1848 tuvieron su origen en ese conflicto.
El 12 de abril de 1850 Viard y Pompallier firmaron un acuerdo corrigiendo el límite entre ambas diócesis para trasladarlo desde el paralelo de 41º sur al paralelo de 39º sur.
El 10 de mayo de 1887 pasó a formar parte de la provincia eclesiástica de la arquidiócesis de Wellington.
El 6 de marzo de 1980 cedió otra porción de su territorio para la erección de la diócesis de Hamilton en Nueva Zelanda mediante la bula Venerabiles Praesules del papa Juan Pablo II.

## Estadísticas
Según el Anuario Pontificio 2023 la diócesis tenía a fines de 2022 un total de 225 700 fieles bautizados.
| Año                                                                             | Población            | Población | Población      | Sacerdotes | Sacerdotes    | Sacerdotes    | Bautizados por sacerdote | Diáconos permanentes | Religiosos | Religiosos | Parroquias |
| Año                                                                             | Bautizados católicos | Total     | % de católicos | Total      | Clero secular | Clero regular | Bautizados por sacerdote | Diáconos permanentes | Varones    | Mujeres    | Parroquias |
| ------------------------------------------------------------------------------- | -------------------- | --------- | -------------- | ---------- | ------------- | ------------- | ------------------------ | -------------------- | ---------- | ---------- | ---------- |
| 1950                                                                            | 72 000               | 701 056   | 10.3           | 161        | 118           | 43            | 447                      |                      | 74         | 584        | 79         |
| 1957                                                                            | 102 463              | 861 481   | 11.9           | 201        | 143           | 58            | 509                      |                      | 81         | 740        | 92         |
| 1966                                                                            | 145 653              | 1 000     | 14.6           | 246        | 171           | 75            | 592                      |                      | 165        | 789        | 101        |
| 1970                                                                            | 176 197              | 1 135 168 | 15.5           | 250        | 169           | 81            | 704                      |                      | 255        | 778        | 100        |
| 1980                                                                            | 223 670              | 1 424 649 | 15.7           | 240        | 142           | 98            | 931                      |                      | 238        | 805        | 104        |
| 1990                                                                            | 139 234              | 1 004 238 | 13.9           | 138        | 81            | 57            | 1008                     |                      | 165        | 390        | 65         |
| 1999                                                                            | 164 131              | 1 360 850 | 12.1           | 143        | 74            | 69            | 1147                     |                      | 173        | 372        | 65         |
| 2000                                                                            | 170 132              | 1 378 000 | 12.3           | 157        | 78            | 79            | 1083                     |                      | 184        | 363        | 65         |
| 2001                                                                            | 172 000              | 1 502 000 | 11.5           | 166        | 80            | 86            | 1036                     |                      | 173        | 397        | 66         |
| 2002                                                                            | 175 000              | 1 532 000 | 11.4           | 164        | 77            | 87            | 1067                     | 1                    | 175        | 374        | 66         |
| 2003                                                                            | 179 200              | 1 210 000 | 14.8           | 159        | 78            | 81            | 1127                     | 1                    | 174        | 366        | 66         |
| 2004                                                                            | 181 360              | 1 610 000 | 11.3           | 159        | 75            | 84            | 1140                     | 2                    | 168        | 361        | 66         |
| 2006                                                                            | 185 800              | 1 758 500 | 10.6           | 149        | 77            | 72            | 1246                     | 2                    | 158        | 309        | 66         |
| 2012                                                                            | 198 700              | 1 692 000 | 11.7           | 165        | 85            | 80            | 1204                     | 6                    | 155        | 288        | 69         |
| 2015                                                                            | 204 000              | 1 739 500 | 11.7           | 158        | 85            | 73            | 1291                     | 17                   | 141        | 270        | 68         |
| 2018                                                                            | 216 510              | 1 881 550 | 11.5           | 162        | 85            | 77            | 1336                     | 16                   | 142        | 236        | 69         |
| 2020                                                                            | 221 000              | 1 923 950 | 11.0           | 152        | 80            | 72            | 1388                     | 13                   | 136        | 217        | 69         |
| 2022                                                                            | 225 700              | 1 966 000 | 11.5           | 138        | 75            | 63            | 1635                     | 12                   | 117        | 194        | 68         |
| Fuente: Catholic-Hierarchy, que a su vez toma los datos del Anuario Pontificio. |                      |           |                |            |               |               |                          |                      |            |            |            |

## Episcopologio

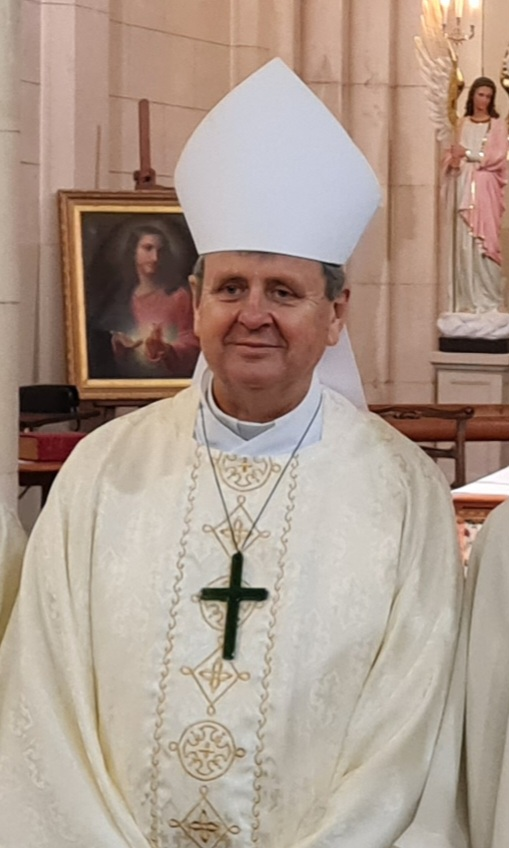
Stephen Marmion Lowe, obispo de Auckland desde 2021

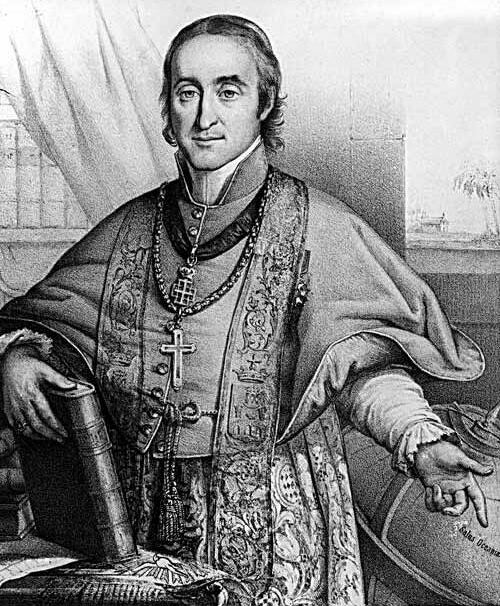
Jean-Baptiste François Pompallier, primer obispo de Auckland

- Jean-Baptiste François Pompallier, S.M. † (13 de mayo de 1836-20 de junio de 1848 nombrado administrador apostólico) (vicario apostólico)
  - Sede vacante (1848-1860)[nota 1]
- Jean-Baptiste François Pompallier, S.M. † (3 de julio de 1860-19 de abril de 1869 renunció[nota 2]) (por segunda vez, como obispo)
- Thomas William Croke † (23 de junio de 1870-23 de junio de 1875 nombrado arzobispo de Cashel)
  - Sede vacante (1875-1879)
- Walter Herman Jacobus Steins, S.I. † (15 de mayo de 1879-7 de septiembre de 1881 falleció)
- John Edmund Luck, O.S.B. † (14 de julio de 1882-22 de enero de 1896 falleció)
- George Michael Lenihan, O.S.B. † (18 de junio de 1896-22 de febrero de 1910 falleció)
- Henry William Cleary † (9 de junio de 1910-9 de diciembre de 1929 falleció)
- James Michael Liston † (9 de diciembre de 1929 por sucesión-7 de marzo de 1970 retirado[nota 3])
- Reginald John Delargey † (1 de septiembre de 1970-25 de abril de 1974 nombrado arzobispo de Wellington)
- John Mackey † (25 de abril de 1974-1 de enero de 1983 renunció)
- Denis George Browne (6 de junio de 1983-19 de diciembre de 1994 nombrado obispo de Hamilton)
- Patrick James Dunn (19 de diciembre de 1994-17 de diciembre de 2021 renunció)
- Stephen Marmion Lowe, desde el 17 de diciembre de 2021